# Massimo Scoponi
Massimo Scoponi (Civitanova Marche, 10 dicembre 1973) è un allenatore di calcio ed ex calciatore italiano, di ruolo centrocampista.

## Carriera
Esordisce in Serie C2 nel 1991 con la maglia della Civitanovese e dopo tre stagioni passa alla Fermana, in cui milita per cinque stagioni e mezza, intervallate da una stagione in prestito all'Avellino, ottenendo una doppia promozione che porta la squadra dalla Serie C2 alla Serie B.
Proprio a metà della stagione in serie cadetta coi marchigiani viene ceduto al Modena, militanza che porterà ulteriori soddisfazioni a Scoponi, poiché anche qui sarà protagonista di una doppia promozione, stavolta dalla Serie C1 alla Serie A, dove esordirà nel 2002-2003 raccogliendo in 2 stagioni 33 presenze e 2 reti, di cui una al Milan a San Siro.
Al termine della stagione, scende in Serie C1 per vestire le maglie di Spezia, Juve Stabia e poi in C2 con il Celano Olimpia, prima di scendere tra i dilettanti nel 2008 al Fano.
Nel novembre 2009 si accorda con la Fermana, società che lo fece esplodere, militante nell'Eccellenza marchigiana.
La sua ultima squadra è stata la Settempeda.

## Allenatore
Nel 2013 è diventato allenatore del Porto Potenza, in Promozione.

## Palmarès

### Club

#### Competizioni nazionali
- Coppa Italia Serie C: 1

Spezia: 2004-2005
- Campionato italiano Serie C1: 2

Fermana: 1998-1999
Modena: 2000-2001
- Supercoppa di Lega di Serie C: 1

Modena: 2001